# Świni Grzbiet
 Świni Grzbiet  (528 m n.p.m.) – wzniesienie w południowo-zachodniej Polsce, w Sudetach Środkowych, w Górach Stołowych.
Wzniesienie położone w środkowo-zachodniej części pasma Gór Stołowych, około 1,8 km na północny wschód od centrum miejscowości Kudowa-Zdrój, po południowo-zachodniej stronie od Błędnych Skał
Jest to rozciągnięte wzniesienie w kształcie małego grzbietu górskiego, o stromych zboczach, z płaskim mało wyrazistym wierzchołkiem, górujące od północnego wschodu nad Czermną.
Wzniesienie zbudowane z górnokredowych piaskowców.
Wierzchołek i zbocza w górnej części porośnięte częściowo lasem świerkowym regla dolnego z domieszką drzew liściastych. Południowo-zachodnie oraz północno-wschodnie zbocza wzniesienia w niższych partiach zajmują nieużytki i łąki górskie z ciekawą roślinnością. U północno-wschodniego podnóża wzniesienia położony jest ośrodek sportów zimowych „Dolina Sportów Zimowych”.
Od południowego zachodu wzniesienie graniczy z Obniżeniem Kudowy.